# レースホース (駆逐艦・2代)
レースホース（HMS Racehorse）はイギリス海軍の駆逐艦。R級。

## 艦歴
ジョン・ブラウン社で建造。1941年6月25日起工。1942年6月1日進水。同年10月30日竣工。
「レースホース」は東洋艦隊の第11駆逐艦戦隊に配属となるが、まずは大西洋で護衛任務に従事した。「レースホース」は航空母艦「ヴィクトリアス」をグリーノックからハンプトンローズまで護衛し、次いで油槽船団TMF2をキュラソーからジブラルタルまで護衛した。それから「レースホース」はES26船団とともにケープタウンへ向かった。
1943年2月17日、「レースホース」は同日ドイツ潜水艦「U182」に沈められたイギリス船「Llanashe」の生存者8名を救助した（「Llanashe」の生存者は9名で、沈没の11日後にオランダ商船「Tarakan」の救助され、それから「レースホース」と仮装巡洋艦「Carthage」に移されたとも）。
5月下旬、「レースホース」はドイツ油槽船「Charlotte Schliemann」捜索に当たる「ニューカッスル」を護衛した。
1944年4月以降、「レースホース」はサバン攻撃（コックピット作戦）、スラバヤ攻撃（トランサム作戦）作戦、ポートブレア攻撃（ペダル作戦）、サバン攻撃（クリムズン作戦）に参加した。
1945年4月上旬、「レースホース」と駆逐艦「ロザラム」、「リダウト」、「ロケット」からなる第62部隊はメルギー・アマーストで船舶掃討作戦（ペンザンス作戦）を行い、小型船1隻とジャンク1隻を沈めた。またグレートココ島を砲撃した。続いて第62部隊はメルギー・Moulmein川間で同様の作戦を行い、ジャンクなどを沈めた（パスブック作戦）。また、イギリス軍機が「Agata Maru」と第七号駆潜艇を沈めた場所で68名を救助した。
4月下旬、「レースホース」と駆逐艦「ローバック」、「リダウト」からなる第62部隊はマルタバン湾へ出撃（ゲーブル作戦）。4月30日未明にラングーンから撤退する日本兵を乗せた船団を発見し、潰滅させた。
6月、マレー半島南部の写真偵察作戦に参加（ボールサム作戦）。
1945年10月に「レースホース」はポーツマスに戻り、カテゴリーB2予備役となる。1949年12月7日に解体のためBISCOに引き渡された。